# メディポリス国際陽子線治療センター
メディポリス国際陽子線治療センター（メディポリスこくさいようしせんちりょうセンター, 英語: Medipolis Proton Therapy and Research Center）は、鹿児島県指宿市東方に事務局を置く医療機関。運営法人は一般社団法人メディポリス医学研究所であり、同センターを中心にホテル等を含むメディポリス指宿構想を掲げている。

## 概要
2011年1月に治療を開始。粒子線による癌治療を手掛けており、2021年時点で4,400件以上の陽子線治療の症例を有する。世界唯一のリゾート滞在型陽子線癌治療施設と評されている。

## 沿革
- 2004年　グリーンピア指宿（1985年創設、2002年破綻）の跡地を指宿市などの要望を受けて、新日本科学（代表：永田良一）が約6億円で買収[1]
- 2006年 - メディポリス医学研究財団を設立[3]
- 2007年 - 治療研究施設周辺区域の造成がグリーンピア指宿の跡地で着工。
- 2009年4月 - 医療法人幸良会を統合し、シーピーシークリニックが傘下入り。
- 2009年10月 - がん粒子線治療研究センターが上棟
- 2010年4月 - がん粒子線治療研究センターが落成
- 2010年12月 - 医療法人幸良会が解散[4]
- 2011年1月 - がん粒子線治療研究センターで治療開始
- 2013年4月 - がん粒子線治療研究センターからメディポリスがん粒子線治療研究センターへ名称変更[3]
- 2015年4月 - メディポリス聖路加タワークリニックを開設（現：メディポリス東京クリニック）
- 2015年5月 - メディポリスがん粒子線治療研究センターからメディポリス国際陽子線治療センターに名称変更
- 2017年3月 - メディポリス医学研究財団を一般社団法人メディポリス医学研究所が吸収合併[5]
- 2017年9月 - シーピーシークリニックが閉院[6]

## 韓国との提携
2014年5月26日 - 韓国の大田広域市にある宣総合病院と「がん治療研究および診療に関する業務協約」を結んだ。この協約によると定期的なシンポジウムやスタッフの相互研究、臨床研究、新薬や新技術の導入がなされるという

## 関連施設
- メディポリス東京クリニック (東京都中央区明石町8-1 聖路加タワー11階)
- HOTELフリージア（鹿児島県指宿市東方5000）
- 別邸 天降る丘（鹿児島県指宿市東方5000）
- 指宿ベイヒルズHOTEL＆SPA（鹿児島県指宿市東方5000）

## かつて存在した施設
- シーピーシークリニック（鹿児島県鹿児島市唐湊四丁目18-38）